# Засади філософії

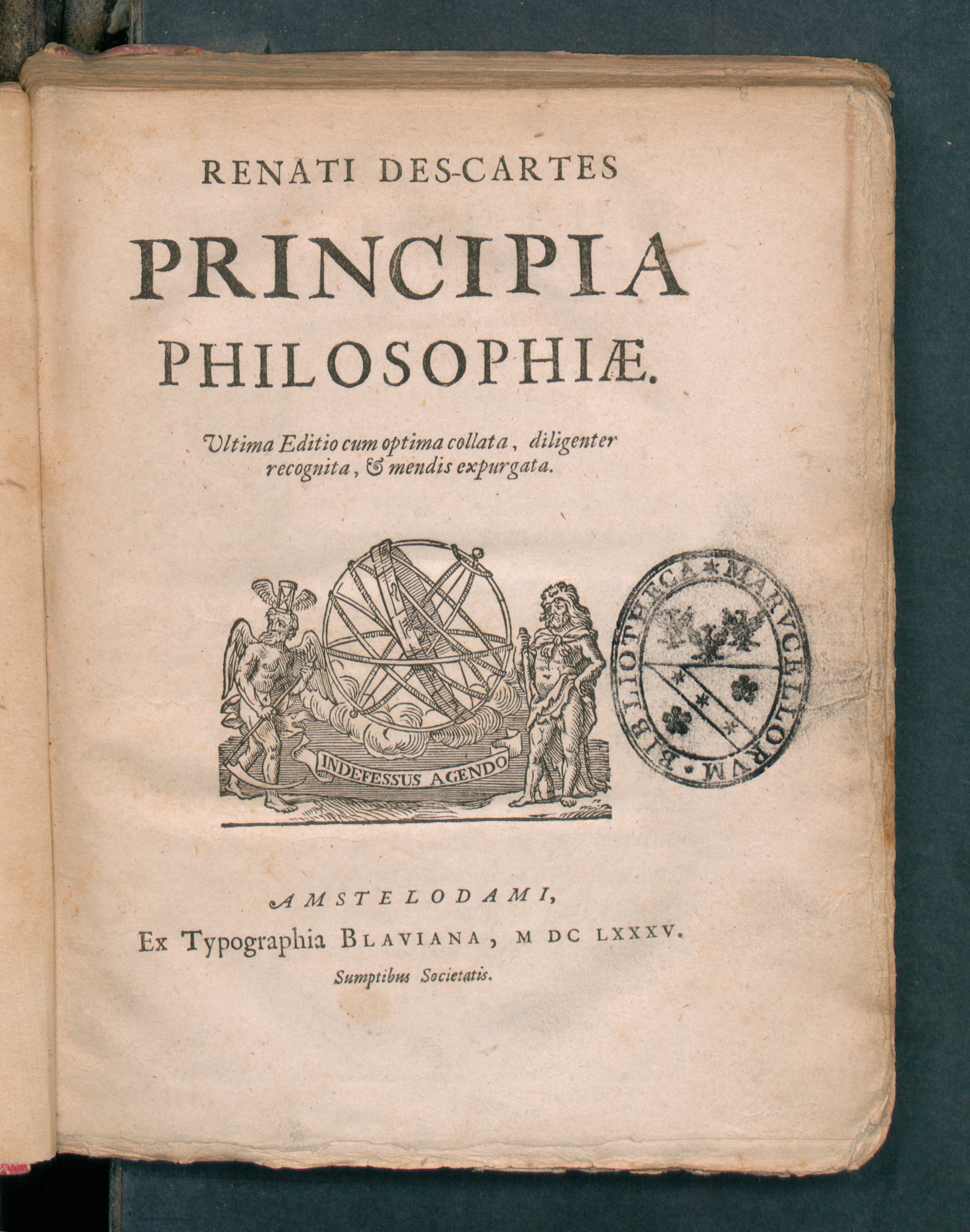
Principia philosophiae, 1685

Заса́ди філосо́фії (лат. «Principia philosophiae») — один з основних творів Рене Декарта. Написаний і виданий латиною 1644 року. Трактат присвячений Єлизаветі Богемській, з якою Декарт мав давню дружбу. Французька версія (Les Principes de la Philosophie) вийшла у 1647 році.
По суті — узагальнення філософської системи Декарта. Твір має чотири частини, в яких викладено основні уявлення Декарта: теорія пізнання, метафізика, фізика, космологія і космогонія. В ній було сформульовано принцип, згідно з яким за відсутності зовнішніх сил рух об'єкта буде рівномірним і прямолінійним. Ньютон запозичив цей принцип у Декарта і включив його до своїх «Начал»; донині його зазвичай називають «Першим законом Ньютона». Книжка мала на меті замінити аристотелівську навчальну програму, яку тоді використовували у французьких і британських університетах. Робота містить систематичний виклад його метафізики та натурфілософії і є першим справді всеосяжним, механістичним викладом Всесвіту.

## Зміст
Частина 1. Про основи пізнання
Частина 2. Про начала матеріальних речей
Частина 3. Про видимий світ
Частина 4. Про землю

## Передмова до французького видання
Декарт попросив абата Клода Піко перекласти його латинські «Засади філософії» французькою мовою. Для цього видання він написав передмову, замасковану під лист до перекладача, який називається «Лист автора до перекладача книги, який може бути використаний як передмова». Вона була опублікована в 1647 році, тобто вже в зрілому, завершальному періоді його життя. У цьому листі Декарт ділиться деякими роздумами про свої уявлення про мудрість і філософію. Її зміст можна підсумувати наступним чином.

### Поняття філософії
Філософія вивчає мудрість, яку розуміють як здатність здійснювати людську діяльність, а також як досконале знання всього того, що людина може знати для спрямування свого життя, збереження здоров'я та пізнання мистецтв. Досконало мудрим є лише Бог, а людина є більш-менш мудрою, пропорційно до того, наскільки вона володіє знаннями про найважливіші істини.

### Ступені знань
Декарт виділяє чотири ступені пізнання, які він називає загальними, і п'ятий ступінь, який він називає вищим. Перший ступінь складається з ясних і очевидних понять, які можна здобути без необхідності медитації. Другий ступінь — це все, що пізнається за допомогою органів чуття. Третій включає в себе те, що ми дізнаємося, розмовляючи з іншими. Четвертий — це те, чого ми можемо навчитися з праць тих, хто здатен дати добрі настанови.

### Вища мудрість
В історії були великі люди, які шукали кращу і надійнішу мудрість, п'ятий ступінь знання. Вона полягала в пошуку першопричин, і тих, хто слідував цьому прагненню, називали філософами, але він вважає, що жоден з них ще не досяг успіху.

### Сумніви та впевненість
З часів Платона та Аристотеля точаться дискусії про сумнів і впевненість. Ті, хто надавав перевагу сумніву, доходили до крайнощів, сумніваючись навіть у найбільш очевидних речах, а ті, хто шукав певності, надмірно покладалися на органи чуття. Хоча було визнано, що органи чуття можуть вводити нас в оману, за словами Декарта, ніхто ще не висловив думки, що істина може ґрунтуватися не на органах чуття, а на розумінні, коли вона базується на очевидних сприйняттях.

### Роздуми про першу філософію
В цій праці містяться пошуки першопричин, або основних істин, які здійснював Декарт. Вона пояснює метафізичні принципи, на яких будується решта знань.

### Дерево філософії
Декарт описує філософію як дерево, коріння якого — метафізика, стовбур — фізика, а гілки — решта наук, переважно медицина, механіка і мораль, яка є останнім рівнем мудрості. Подібно до того, як дерева мають плоди на своїх зовнішніх частинах, корисність філософії також міститься в тих сферах, які випливають з її основи.

## Копії
Примірник «Засад філософії» Декарта, датований 1656 роком, належить колекції рідкісних книг Тома Сліка з Південно-Західного науково-дослідного інституту в Техасі.